# 連合国軍最高司令官総司令部
連合国軍最高司令官総司令部（れんごうこくぐんさいこうしれいかんそうしれいぶ、聯合国軍最高司令官総司令部（旧字体：聯合國軍最高司令官總司令部）、英語: General Headquarters, the Supreme Commander for the Allied Powers）は、第二次世界大戦終結に伴うポツダム宣言の執行を目的に日本で占領政策を実施した連合国軍機関である。連合国軍最高司令部、連合国最高司令官総司令部とも。
極東委員会の下に位置し、最高責任者は連合国軍最高司令官（連合国最高司令官とも、英語: Supreme Commander of the Allied Powers、SCAP、スキャップ）。日本では、総司令部（英語: General Headquarters）の頭字語であるGHQ（ジーエイチキュー）や進駐軍（しんちゅうぐん）という通称が用いられた。
名目上あくまで「占領支配」ではなく「ポツダム宣言の執行」が本来の役目であるものの、実質上はアメリカ合衆国単独の日本国占領機関であり、結果として1952年（昭和27年）4月28日に日本国との平和条約が発効されるまで連合国軍占領下の日本は外交関係を一切遮断され、日本と外国との間の人・物資・資本等の移動はSCAPの許可によってのみ行われた。降伏文書に基づき、天皇並びに日本国政府の統治権は最高司令官の支配下におかれた。
占領に要する費用（経費）は日本政府にのしかかり、敗戦国家の国家予算を圧迫した。

## 名称
1945年（昭和20年）8月14日に日本政府（鈴木貫太郎内閣）が受諾通告したポツダム宣言では、日本を占領する組織はoccupying forces of the Allies（「聯合国ノ占領軍」、ポツダム宣言12条）と表現されている。同年9月2日に締結された降伏文書の中では、日本政府はSupreme Commander for the Allied Powers（「聯合国最高司令官」）の指示に従うこととされ、同時に出された降伏文書調印に関する詔書も「聯合国最高司令官」の指示に従うべきことを表明している。この後も日本の法令では「聯合国最高司令官」（連合国最高司令官）と表記されることが多い。連合国最高司令官の下に属する組織は英語表記によればGeneral Headquarters, the Supreme Commander for the Allied Powers（GHQ／SCAP）で「連合国最高司令官総司令部」「連合国総司令部」と日本語訳され、日本では多くの場合に略称のGHQ（ジー・エイチ・キュー）と呼称している。
他方で「軍」を補って、「連合国軍最高司令官」や「連合国軍最高司令官総司令部」または「連合国軍総司令部」のように呼ばれることも多い。

## 概要

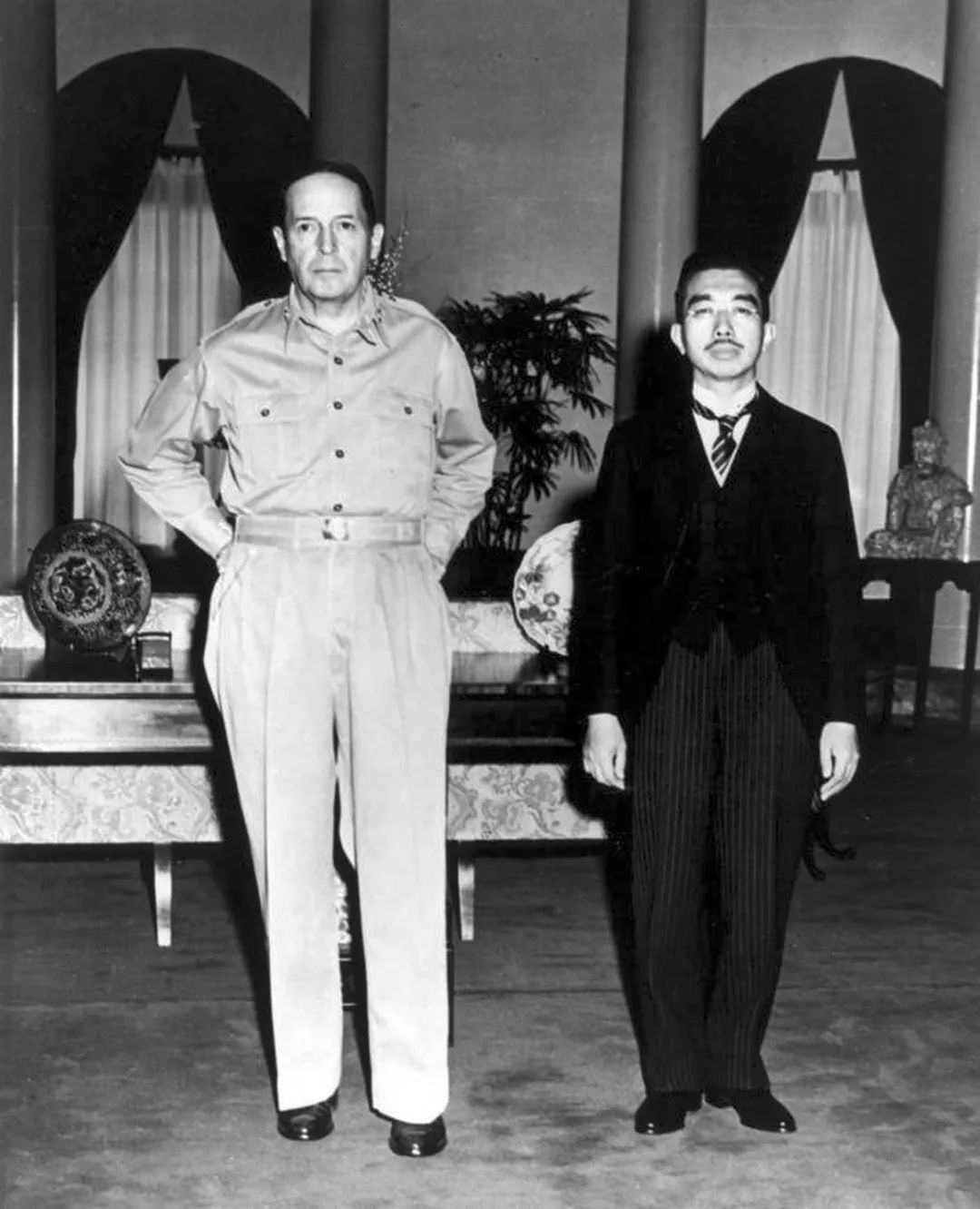
駐日アメリカ合衆国大使館の米陸軍マッカーサー最高司令官（左）を訪問した昭和天皇（右）、1945年（昭和20年）9月27日撮影

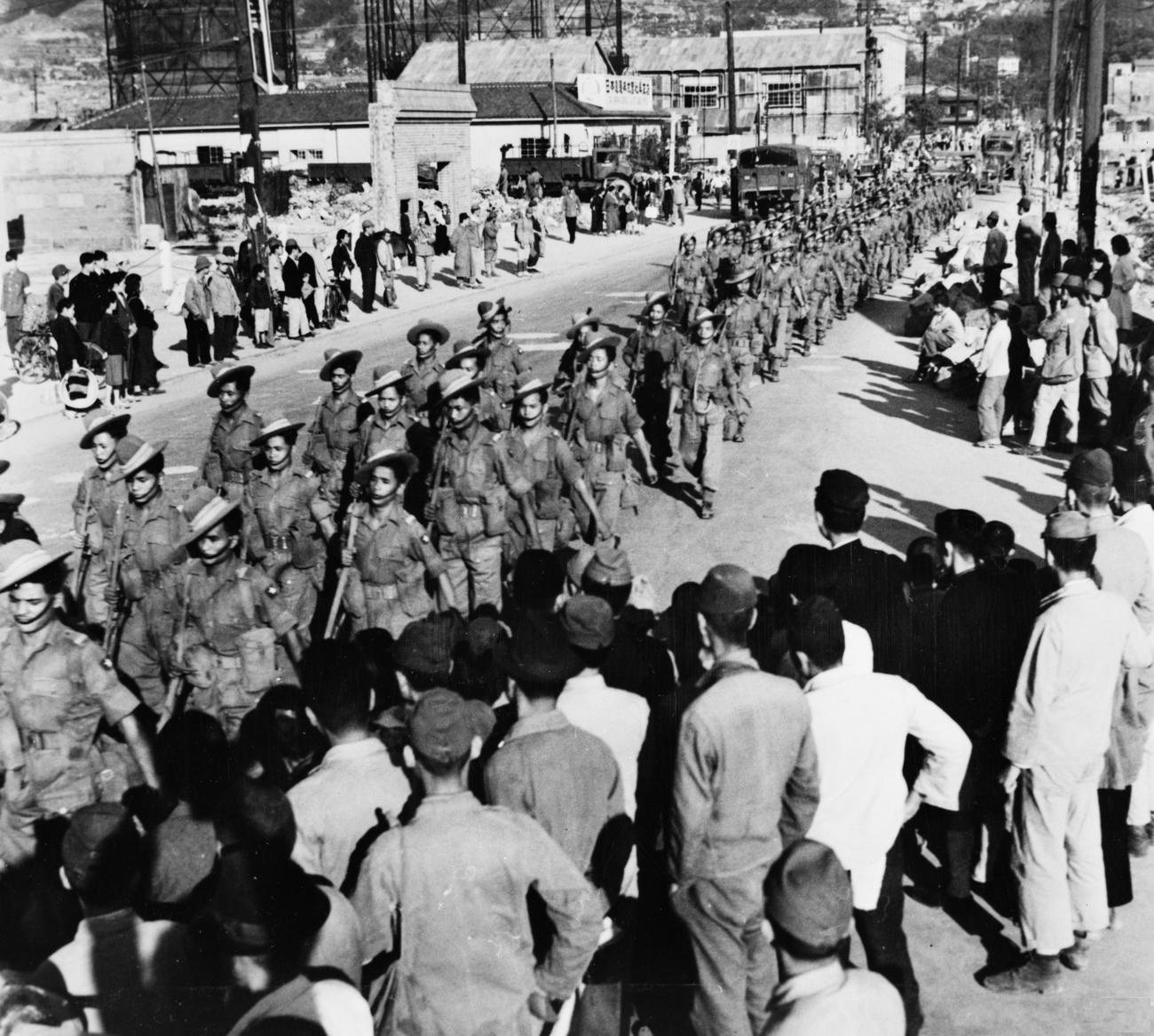
広島県呉市内を行進する英領インド陸軍の王立第5グルカ銃連隊（1946年）

連合国軍最高司令官総司令部は、第二次世界大戦における日本の有条件降伏である「ポツダム宣言」の執行のため日本に設置された連合国による機関である。
ハリー・S・トルーマン大統領は1945年（昭和20年）8月14日（アメリカ大西洋時間）、南西太平洋戦域最高司令官兼太平洋陸軍最高司令官 ダグラス・マッカーサー元帥を連合国軍最高司令官（SCAP）に任命した。
職員はコートニー・ホイットニーら弁護士資格を持つアメリカ合衆国軍人や、イギリス軍人、オーストラリア軍人、アメリカやイギリスの民間人ら多数で構成され、同年10月2日に総司令部が東京都に設置された。
日本を軍事占領すべく派遣されたアメリカ軍、中国軍、イギリス軍、ソ連軍、オーストラリア軍、カナダ軍、フランス軍、オランダ軍、ニュージーランド軍、インド軍、フィリピン軍など連合国各国の軍隊から派遣された最大43万人を統括し、その大多数を占めたアメリカ陸海軍を中心に構成されたアメリカ占領軍（USOF）が連合国軍最高司令官の直下に指揮され、イギリス連邦占領軍（BCOF）が中国・四国地方を担当し、残る都道府県はアメリカ占領軍が担当した。
日本の占領方式は、総司令部の指令を日本政府が実施する間接統治が採られ、GHQは統治者の天皇ではなく日本国政府へ関与し、連合国軍最高司令官総司令部の指示や命令を日本政府が日本の政治機構で政策を実施した。連合国軍最高司令官総司令部の命令、1945年（昭和20年）9月20日に出された勅令「「ポツダム宣言」の受諾に伴い発する命令に関する件」（昭和20年勅令第542号）に基づいて出された勅令、いわゆるポツダム命令として国民へ公布・施行された。
司令部は最初に日本の軍隊（大日本帝国陸軍及び大日本帝国海軍）を解体し、戦犯指定した人物を逮捕した。また思想、信仰、集会及び言論の自由を制限していたあらゆる法令の廃止、山崎巌内務大臣の罷免、特別高等警察の廃止、政治犯の即時釈放（これらは「自由の指令」と俗称される）と、政治の民主化や政教分離などを徹底するために大日本帝国憲法の改正、財閥解体、農地解放などを指示した。
同年9月、占領下の日本を管理する最高政策機関としてイギリス、アメリカ合衆国、カナダ、英領インド、オーストラリア、ニュージーランド、フランス、オランダ、中華民国、ソビエト連邦、米領フィリピンの11カ国と、後にビルマとパキスタンで構成された極東委員会（FEC）が設置され、連合国軍最高司令官総司令部は極東委員会で決定された政策を執行する機関とされた。1946年（昭和21年）2月に極東委員会が召集され、同年4月に最高司令官の諮問機関として対日理事会（ACJ）が設置されるも、最大の人員と最高司令官を派遣し、戦闘部隊を派遣したアメリカ合衆国とイギリスが最も強い影響力を持ち続けた。中華民国は国共内戦が再燃し、フランスとオランダは植民地支配、ソ連は東欧支配に集中しており、日本への影響力を行使できなかった。
1951年（昭和26年）4月11日にアメリカ合衆国大統領のハリー・S・トルーマンがマッカーサーを解任した後、米陸軍のマシュー・リッジウェイ中将（就任直後に大将へ昇進）が最高司令官に就いた。1952年（昭和27年）4月28日のサンフランシスコ講和条約発効（日本の主権回復）とともに連合国軍最高司令官総司令部は活動を終了し、解体された。同時に、日本はイギリスやアメリカなどとの2か国間協定を結び、たとえば（旧）日米安全保障条約に調印して、アメリカ軍の国内駐留と治外法権などの特権、そして前年より継続して行われた朝鮮戦争への対応などのための駐留を認めた。

### 連合国軍最高司令官
| 代 | 写真          | 氏名                   | 在任期間                      | 任命権者                                         |
| -- | ------------- | ---------------------- | ----------------------------- | ------------------------------------------------ |
| 1  | 1945年8月24日 | ダグラス・マッカーサー | 1945年8月15日 - 1951年4月11日 | 第33代アメリカ合衆国大統領 ハリー・S・トルーマン |
| 2  | 1951年頃      | マシュー・リッジウェイ | 1951年4月12日 - 1952年4月28日 | 第33代アメリカ合衆国大統領 ハリー・S・トルーマン |

### 本部

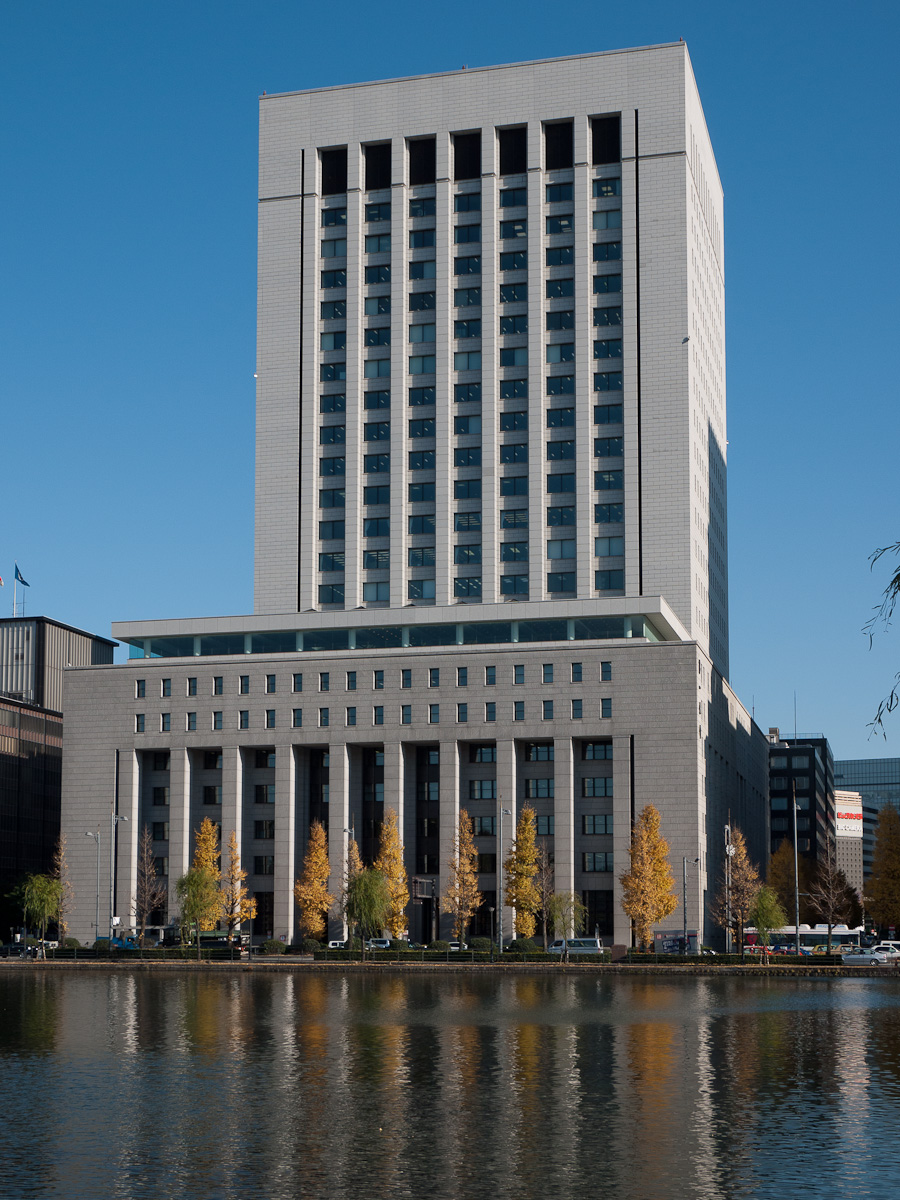
接収された第一生命館。現DNタワー21（手前に見える湖は皇居の外堀。後ろの高層部分は1989年から1995年にかけて増築した建築物。旧第一生命館は外観保存の上改築されたが、最高司令官執務室はそのまま保存されている。2011年撮影）

当初は現在の横浜税関に置かれたが、後に皇居と東京駅に挟まれた丸の内地区一帯のオフィスビルはその多くが駐留する連合国軍によって接収され、このうち総司令部本部は第一生命館に置かれた。マッカーサー用の机は石坂泰三のものをそのまま使用した。
第一生命保険側は占領下では第一生命館の接収が免れ得ない事を承知しており、当時では最新のオフィスビルであった当館を司令部として使う優位性を説明し、採用されたものである。これは、司令部として使われるのであれば丁寧に使用され、将来の接収解除後は問題なく使用できるであろうことを期待した措置であり、結果としてその目論見は奏功した。なお当館地下の保険証券倉庫部分は、その重要性が理解され接収の対象外であった。
1989年（平成元年）から1995年（平成7年）にかけて、第一生命館は順次DNタワー21として再開発が行われ、建物の一部外装と6階にあったマッカーサー記念室以外は失われている。

### 機構
連合国軍最高司令官総司令部（GHQ／SCAP）はポツダム宣言を執行するために日本の占領政策を実施した機関である。GHQ／SCAPに先立ち、主に軍事部門は横浜税関の建物を接収して設置した太平洋陸軍総司令部（GHQ／AFPAC）が担当していたが、GHQ／SCAPとGHQ／AFPACは完全に分離された組織ではなく両者は同じ上部機構にあり、GHQ／SCAPが東京に本部を設置後にGHQ／AFPAC本部も東京へ移転している。
連合国軍最高司令官総司令部は連合国最高司令官（太平洋陸軍司令官兼務）を長とし、その下に参謀長が置かれ、その下に参謀部と幕僚部（特別参謀部または専門部とも）が置かれていた。参謀長と参謀部はGHQとAFPACの両系統に属していたが、幕僚部についてはGHQ／SCAPとGHQ／AFPACにそれぞれ副参謀長が置かれ、その下にGHQ／SCAPの幕僚部とGHQ／AFPACの幕僚部がそれぞれ独立して置かれていた。
参謀部（General Staff Section）
1. 参謀第1部（G1 人事担当）
2. 参謀第2部（G2 情報担当） - 管下に民間検閲支隊（CCD）が置かれ、プレスコードの実施を担当した。
3. 参謀第3部（G3 作戦担当）
4. 参謀第4部（G4 後方担当）

諜報、保安、検閲を任務とする第2部（G2）の権限が強く、占領中の不明解事件はG2配下でキャノン機関と俗称される特務機関の関与を疑義する一部の者もいる。
幕僚部／特別参謀部／専門部（Special Staff Section）
1. 法務局（LS）
2. 公衆衛生福祉局（PHW）
3. 民政局（GS：Government Section 政治行政）
4. 民間諜報局（CIS：Civil Intelligence Section）
5. 天然資源局（NRS：Natural Resources Section 農地改革など）
6. 経済科学局（ESS：Economic & Scientific Section 財閥解体など）
7. 民間情報教育局（CIE：Civil Information & Educational Section 教育改革など）
8. 統計資料局（SRS）
9. 民間通信局（CCS：Civil Communication Section）

1946年（昭和21年）1月段階で11部局、後に14部局へ拡大している。GHQ／AFPAC側の幕僚部に、法務部（JA）、監察部（IGS）、医務部（MS）、防空部（AAS）、通信部（SS）、兵器部（OS）、広報部（PRS）など各部が置かれていた。「非軍事化・民主化」政策で主導権を発揮したGSはルーズベルト政権下でニューディール政策に携わった者が多数配属されて日本の機構改造に活動した。GSとG2は日本の運営を巡って対立し、GSは片山と芦田両内閣を、G2は吉田内閣をそれぞれ支持して政権交代や昭和電工事件に影響し、逆コース以後は国務省の意向も踏まえG2が勢力を広めている。

## 政策
総司令部の最大の目標は連合国にとって脅威となる日本の軍事力解体で、日本を中立・非武装化して中華民国をアジアの中心となし、軍国主義を廃して親英米的な国家へ創り変えることであり、マッカーサーは『上からの革命』と称し「当初は日本を工業国から農業小国に転換し、アメリカの市場とするつもりだった」と後年に語っている。初期はGHQで広く権限を有す民政局が策定して実施され、冷戦兆候以後は参謀第2部の主導でレッドパージなどを実施している。
占領政策の主導権を握ったアメリカの基本目的は昭和20年（1945）9月22日に発表された「降伏後ニ於ケル米国の初期対日方針」にある「連合国に対する日本の脅威を除去し、平和的かつ責任ある政府を樹立する」というものであった。そして日本の脅威の除去は単に軍国主義的なものの放棄にとどまらず、政治的、経済的、文化的、精神的面にまで及び、「精神的武装解除」までもが目的とされた。
総司令部内の民生局（GS)のホイットニー局長、ケーディス次長の理念派と参謀二部（G2）のウィロビー少将、第八軍司令官のアイケルバーガー中将などの現実派の対立は当時有名な事実であった。民生局らの理念派はニューディーラーと呼ばれた革新分子で、彼らは革新論の試験場として日本の国家改造を利用したと言われる。一方参謀二部らの現実派は日本の軍事、戦略的地位を重視しており、行き過ぎた民主化政策に警戒を示していた。

### 戦争犯罪人の逮捕
連合国軍は占領直後から戦争指導者の検挙を始めて東條英機元首相を含む数十名を逮捕し、A級戦犯として極東国際軍事法廷の判決で東條以下7名を死刑、その他多数を禁錮刑や終身刑に処している。本裁判は戦時の国際法抵触者ではなく戦争に携わった士官以上が裁かれ、日本は平和条約でこれを受諾している。

### 公職追放
戦争や大政翼賛会に関与したと見做された者は、政府機関など特定の職に就くことを禁止され、軍人や戦時中に軍へ協力的と認定された政治家、思想家などの三親等内親族と血縁者も同職へ就職が禁止されるなど公職追放が行われた。政治家や思想家、旧軍人にとどまらず、中央官僚から地方の教職員まで失職し、影響は25万人とする説もあり、この公職追放直後の期間では日本の中央政府と地方自治体は事実上機能を停止した。戦中まで戦意高揚映画を製作した東宝など映画界も影響を受けている。しかし、後に首相となる吉田茂や鳩山一郎の軋轢をはじめ、追放が日本人同士の権力争いに利用された面もある。また、後のサンフランシスコ平和条約の締結などを目指すため、国務省政策確定部長のジョージ・ケナンがワシントンと総司令部の意思疎通を図るため来日し、1948年10月に大統領の許可を得て以下のことが提言された。
- 占領政策の重点を改革から経済復興に目指すこと
- 追放を緩和し、遠からず中止すること
- 占領軍経費を縮小すること
- 日本軍が戦前行った行為に対する賠償を漸次中止すること
- 講和条約締結を急がせること
- 講和条約は懲罰的であってはならないこと
- 沖縄は依然として長期駐留をすること
- 日本の警察力を強化すること

これにより旧軍閥や政治家は復帰し、後に鳩山一郎や石橋湛山が政治界に戻ってくることになった。
追放については連合国内でも批判があり、アメリカ国内でも本来目的の「軍国主義者などの日本政界からの追放」を超えた影響を及ぼしたとして、占領政策の批判を受けるなど、トルーマン大統領とマッカーサー連合国最高司令官の確執へつながるとする者もいる。

### 言論統制
総司令部が政策として最初に行ったことは検閲である。1945年（昭和20年）9月10日に言論及ビ新聞ノ自由ニ関スル覚書(言論およびプレスの自由に関する覚書)から検閲が開始された。同9月に発した「プレスコード」などで軍国主義的、戦前から戦中の日本を肯定、連合国軍の行為を批判、原子爆弾や無差別空襲の被害などをラジオや新聞、雑誌、一般市民発行の本などを厳しく取り締まり言論を統制した。プレスコード通達直前には「言論及び新聞の自由に関する覚書」（SCAPIN-16）を発し言論の自由の制限は最小限度に止める、GHQ及び連合国批判にならずまた世界の平和愛好的なるものは奨励とされたが、これに違反したとして朝日新聞社は二日間の業務停止命令を受けた。また、貧困や人種差別など米国社会の暗黒面を描いたアメリカ文学作品の翻訳出版も許可しなかった。
「掲載禁止、削除理由の類型」―占領軍批判、検閲への言及、本国主義的宣伝、封建思想の賛美など30項目もあった。
- 連合国兵の暴行事件
- 連合兵の私行に関して面白くない印象を与える記事
- 連合国軍将校に対して日本人が怨恨、不満を起こす恐れのある記事
- 食糧事情の窮迫を誇大に表現した記事
- 連合軍の政策を非難する記事
- 国内における各種の動きに連合国司令部が介在しているように印象づける記事

などであった。
さらに上記「検閲指針」の違反者は米軍の軍事法廷で訴追され、沖縄における強制重労働3年乃至5年であった。「Apr 29, 1949:The editor of the magazine “Emancipation News” was sentenced to five years of hard labor（Braw 1991, chapter 7）」。
既に刊行されていた図書に関しては、「宣伝用刊行物の没収」を行い、指定した流通する図書を没収・処分した。

#### 十三カ条の映画製作禁止条項
通称チャンバラ禁止令と呼ばれ、軍国主義、愛国主義、封建主義、仇討ち、切腹、殺陣などを含む映画が1945年9月22日から6年間ほど民間検閲課により検閲された。

### 非軍事化
連合国軍による最初の仕事は、日本全国の軍施設に進駐し日本軍の武装解除を進めることであった。イギリス軍やアメリカ軍により残存していた使用可能な兵器類は全てスクラップ、もしくはテストのために持ち去られ、その一方で施設としての軍用地はその多くを駐留軍が引き継ぎ、占領政策の礎とした。例えば、当時の最先端科学分野で日本が著しい進歩を遂げていた理研のサイクロトロン研究や、ロケット推進の特攻機「桜花」、巨大潜水艦など根こそぎ接収され、それらの研究環境も破壊された。日本の研究所の調査を担当した米国の科学者らは、日本のサイクロトロン実験設備を詳細に見てそのレベルの高さに驚き「なぜ日本は原子爆弾を製造しなかったのか」と疑問を呈し、英国もGHQ最高司令部宛てに「鍋釜以外は日本に作らせるな」と申し入れをした記録も残っている。
物理的な軍事力剥奪の次に進めたのが法的な整備であり「国民主権」「基本的人権の尊重」という民主主義の基本を備えると共に、「戦争放棄」を謳った憲法（日本国憲法）を作成し日本政府に与えた（日本の戦争放棄は幣原喜重郎首相も考えていたとマッカーサーは記録している。また、幣原は自らの著書である『幣原喜重郎―外交五十年』のなかで、戦争放棄や軍事力の解体を考えていた事を明らかにしている）。また、天皇・皇室の神聖性の除去、国家神道の廃止、軍国主義教育の廃止、第六潜水艇に代表される多くの軍人の顕彰施設の破壊など、明治からの社会思想を解体した。

### 民主化
民主国家にするための国民の改造として、「婦人参政権」「労働組合法の制定」「教育制度改革」「圧政的な法制度の撤廃」「経済の民主化」の5大改革指令を発し、日本政府に実行させた。労働組合はすぐに解禁され、男女同権論に基づく婦人参政権は直後の衆議院選挙から実行された。圧政的といわれた治安維持法と特別高等警察はこれを廃止し戦時中にこれらの罪状で逮捕・服役していた政治犯を釈放した。
経済界においては経済民主化のために三井・三菱・住友・安田の四大財閥を解体した（財閥解体）。さらに地方自治法が制定され、都道府県知事は官選から直接公選へと変更されたほか、地方行財政や警察を統括していた内務省が解体・廃止された。警察もGHQの民政局（GS）から非民主的な警察制度であるとして解体を強いられ、国家地方警察と約1,700もの自治体警察に解体・細分化された。

### 農政
農地改革によって大地主から強制的に土地を買い上げて小作人に分配した。これは、大地主に経済的に隷属する状況から小作人を解放し、民主主義を根付かせることに寄与した一方、自作農となった農民を保守化させる結果となり、農村は保守勢力の牙城となった。また、北海道を除いて大規模農業事業を難しくさせ、農業の国際競争力は戦前と比べても極度に低下し、以後の食料自給率低下に拍車をかけ現在に至っている。なお、全ての小作地が農地改革の対象になったわけではなく、実態には地域によりばらつきがあった。

### 教育改革
明治維新による学制を抜本的に改組する形で学制改革が行われた。教育方針は連合国側で矯正させ、旧教育基本法と学校教育法を制定させた。これにより初等教育・中等教育・高等教育課程の学校教育制度は「単線教育」が新たに導入され、6・3・3・4の学校制度（小学校6年間・中学校3年間・高等学校3年間・大学4年間）を新設し、それまでの複線教育と修身の科目・教育勅語を廃止させた。
公教育における中等教育課程での男女別学から男女共学への移行、新制小学校6年間（初等教育課程）新制中学校3年間（前期中等教育課程）による義務教育の9年間への延長などを行い、後期中等教育機関として新制高等学校・高校三原則を発足させた。高等教育の面ではエリート養成機関という社会的役割も担っていた旧制高等学校・旧制大学を廃止させ、教員養成機関であった師範学校を学士課程4年間の新制大学学部へ格上げした。これらは教育のアメリカニゼーションに寄与すべく、2度に亘って来日した教育使節団の報告書に基づいて実行された（アメリカ教育使節団報告書）。

### 医療制度改革
連合国軍最高司令官総司令部の指令により、薬事法が改正され明治の近代医療導入以来概念自体は存在していたものの曖昧であった医薬分業制度が導入された。

### 日本語のローマ字化計画と断念
1948年（昭和23年）春、「日本語は漢字が多いために覚えるのが難しく、識字率が上がりにくいために民主化を遅らせている」と考えた民間情報教育局（CIE）の世論社会調査課長であるジョン・ペルゼル の発案で、日本語をローマ字表記にしようとする計画が起こされた。
ペルゼルは、大学院で人類学の修士号を取得した人類学者で、戦前には考古学的調査プロジェクトに参加して日本を訪れたことがあったものの、近代の日本の教育については全くの無知であり、日本人の学習意識が高く、古くからイギリスやドイツ、フランスなどの他の先進国に比べて識字率が高かった上に1872年に学制から始まった義務教育推進運動が進み、1915年には尋常小学校の通学率が90%を超えるなど、学齢期の国民の就学が普遍化していたことを知らなかった。
当時東大助手だった言語学者の柴田武は、民間情報教育局の指示によってこの読み書き全国調査のスタッフに選ばれ漢字テストの出題を任された。これは日本初の「無作為抽出法（ランダムサンプリング）」の実施でもあり、統計数理研究所研究員の統計学者だった林知己夫が被験者のサンプリングを行った。
こうして1948年（昭和23年）8月、文部省教育研修所（現在の国立教育政策研究所）によって調査は実施された、15歳から64歳までの約1万7千人の老若男女を対象とした全国試験調査「日本人の読み書き能力調査」であったが、その結果は、漢字の読み書きができない者は2.1%にとどまり「識字率が100%に近い」という、ペルゼルの母国のアメリカはおろか、世界的に見ても例を見ない高いレベルだった。
柴田はテスト後にペルゼルに呼び出され、「字が読めない人が非常に多いという結果でないと困る」と遠回しに言われたが、柴田は「調査結果は捻じ曲げられない」と突っぱね、ペルゼルもそれ以上の無理押しはしなかったという。結局、日本語のローマ字化は撤回された。

### 「慰安所」の設置
終戦直後の8月18日、内務省は全国の警察に対して連合国軍の将兵向けの慰安所(軍用売春施設)の設置を指令し、8月20日には近衛文麿国務相が「特殊慰安施設協会（RAA）」の設置を決めた。「（連合国軍の将兵による）性犯罪から子女を守るため」という大義名分を基に、アメリカ軍兵士やイギリス軍兵士を中心とした日本各地に慰安所が設置された。

### 非共産化と再軍備
国内経済の疲弊から社会主義が流行し労働運動は非常に盛り上がったが、アメリカやイギリス、オーストラリアなどの資本主義国とソビエト連邦との対立、いわゆる冷戦が起こると、左派勢力たる共産党の勢力拡大が恐れられたために対日政策の方針転換が行われて、日本列島を『反共の防波堤』にする計画が進み、共産主義者の追放（レッドパージ）を極秘裏に行った。同時に軍国主義・超国家主義者などの公職追放を解除することである程度の右派勢力を回復し、左傾化した世論のバランスを取ろうとした。いわゆる「逆コース」である。
GHQの意向で解体された日本警察も、国家地方警察と自治体警察に分散していることによる不効率や、平均町村財政の3割以上に及ぶ財政負担に耐えられなくなった地方自治体の要望により、占領期間中から警察法が段階的に改正され、住民投票の付託で自治体警察の存廃ができるようになると、ほんの数年で一千以上の自治体警察が廃止され、国家地方警察に吸収されていった。
また、工業の早期回復による経済的自立が求められた。朝鮮戦争勃発によって連合国軍の一部が朝鮮半島に移ると、日本国内の軍事的空白を埋めるために、警察予備隊の創設と海上保安庁の強化（海上警備隊を創設）を実施して予定を繰り上げて日本の再軍備を行った。その後、日本国との平和条約および（旧）日米安全保障条約の発効に至り、日本は西側陣営の一員として国際社会への復帰を果たした。
GHQ／SCAPによるこれらの政策は、後に良くも悪くも論じられるが、日本が主権回復した後も、日本の国家の形態や日本人の精神・思想に多大な影響を及ぼし続けていると考えられている。

### 対日講和
日本政府は敗戦によって軍人や強硬派政治家・官僚が失脚し、吉田茂（外務大臣、後首相）など国際協調派が主導権を握った。吉田らはイタリアなどの枢軸諸国が早期講和によって賠償や領土割譲を要求されていく様子を見た。健全な戦後復興のためには高額賠償金の支払い、領土分割を回避する「寛大な講和」が必要であり、日本政府は「よき敗者」として振舞うことに注力し、講和を急ぐことは「寛大」を勝ち得ないと判断し、占領期間を引き延ばしながら連合国に対して日本が有利になる時期を見計らった。非軍事民主国家建設によって国際的な評価を得るべく、連合国軍の政策はほぼ忠実に実行した。
一方、冷戦の激化により、日本との講和もアメリカやイギリスなど自由主義陣営とソ連などの社会主義陣営の間で、主導権をめぐる駆け引きの対象となり、同時に非武装を国是とした日本の防衛をどうするかが大きな課題となった。米国内では国防省が日本への軍の継続駐留を企図して国務省主導の講和計画に反対した。日本政府は米国に対し、米軍の継続駐留・将来の日本の再武装を確認する取り決めを行い、見返りに米国の施政権下にある沖縄・奄美・小笠原に対する日本の潜在的主権を認め、「賠償請求権の放棄」「領土保全」「日本防衛の日米協力」を柱とした米国主導による「対日講和7原則」が決定した。
1951年（昭和26年）の講和会議には英仏蘭の要求によって各国の旧植民地も参加した一方、内戦で立場が微妙な「中国」（中華民国（台湾）及び中華人民共和国）と「朝鮮」（大韓民国（韓国）及び朝鮮民主主義人民共和国（北朝鮮））は招かれず、ソ連は米国主導・中国（中華人民共和国）不参加に不満を持ち、講和阻止の活動を行った。また、旧植民地の東南アジア数カ国は独立後の財源を確保すべく、「日本による侵略の被害者」を訴えて賠償請求権の放棄に反対したため、日本は2国間交渉によって個別の賠償に応じ、国際社会に誠実さをアピールした。
これらの結果、講和条約には会議参加52カ国の内、調印式典をボイコットしたソ連など3国を除く49カ国が調印し対日国交回復した。条約により、日本は朝鮮半島の独立及び朝鮮の放棄を承認、台湾・澎湖諸島の放棄、樺太・千島列島の放棄、南洋諸島の放棄、沖縄・奄美・小笠原がアメリカの施政権下におかれることの承認、東京裁判の結果の承認を行った。同時に日米安全保障条約に調印してアメリカ軍の国内駐留を承認し、続いて台湾島に拠点を移した中華民国の中国国民党政府を承認する日華平和条約を締結することで反共の姿勢を打ち出し、正式に西側陣営に組み込まれた。
主権回復した日本は、国際連合に加盟するために国連安保理で拒否権を持つソ連との国交回復を1956年（昭和31年）11月に実現させ、ソ連の承認を受けて同年12月18日に国際連合に加盟、国際社会へ復帰した。その後は安全保障上の米国依存下で経済的繁栄を目指し、1970年代には主要先進国の一つとなった。アメリカが統治していた日本領土は1972年（昭和47年）の沖縄返還により全て返還されたが、米軍基地に関する紛争は続いている。またソ連が占領した北方領土については講和条約から現在まで未解決である。
なお、同じく占領され、同時期に経済的繁栄を手にした西ドイツの主権回復は1955年、ソ連との和解は1970年、国連加盟は1973年であり、東西ドイツが再統合される1990年まで講和会議は行われていなかった（ドイツ最終規定条約を参照）。

## 影響

### 犯罪
当時の日本政府は、占領の否定的感覚低減を目してイギリス、アメリカ、オーストラリア軍からなる連合国軍を「進駐軍（しんちゅうぐん）」と称するように報道機関に指導した。
調達庁の資料には、7年間の占領期間中にアメリカ軍兵に殺害された者が2,536人、傷害を負わされた者は3,012人としている。漫画家の手塚治虫も街角で殴り倒された。またアメリカ軍兵に日本人女性が襲われる事件が2万件といわれ、強姦の際に日本の警察官が事実上の見張り役になる場合もあったなどと述べる者も一部に見られる。さらにアメリカ軍第8軍は組織的に戦利品を収集・配布していた。
これらの犯罪は、占領政策に連合国軍の治外法権が盛り込まれていたため、GHQによって存在自体が隠蔽され、日本はもちろんのこと、本国に於いても刑事裁判に発展することは全くなかった。占領政策が終わってからかなり後になって、日本の歴史研究家たちによってようやくその存在が明らかになった。

### 文化
日本国民に対しアメリカ文化の浸透を図るべく、アメリカ合衆国の映画の統括配給窓口会社CMPE（Central Motion Picture Exchange）を東京に設立した。このCMPEに一時在籍した淀川長治によれば、「忘れもしないメイヤーという名の支配人は映画より国策に心を砕く、あたかもマッカーサー気取りの中年男だった」そうで、ヨーロッパ映画びいきの記者を試写から締め出したりの傲岸不遜ぶりに、1952年（昭和27年）にこの会社が解体された際には映画関係者たちは喝采を挙げたという。一方の国産映画は、終戦後の焼け野原や進駐軍による支配を示す情景を撮影することが禁じられたため、長い間街頭ロケすらできない状態に置かれた。
子供達の文化媒体であった紙芝居では、「黄金バット」の「髑髏怪人」というキャラクターを「スーパーマン」のような「たくましい金髪碧眼の白人キャラクター」に一時期変更させている。しかしこれは全く支持されることなく無視された。
非軍事化の一環として日本国内の武道（剣道など）を統括していた政府の外郭団体である大日本武徳会を解散させ、関係者1,300余名を公職追放した。また、全国に日本刀の提出を命じる刀狩りが行われ、膨大な刀剣類が没収され廃棄された（東京都北区赤羽に集められたことから赤羽刀と呼ばれている）。さらにその矛先は映画界にまで及び、チャンバラ映画が禁止されて嵐寛寿郎や片岡千恵蔵ら日本を代表する時代劇俳優が仕事を失った。さらには「丹下左膳余話 百萬両の壺」などの時代劇のフィルムにまではさみが入れられたといわれる。
進駐軍の兵士が利用する『進駐軍クラブ』により最新の英米の文化がもたらされた。日本人立ち入り禁止のクラブも多かったが、給仕や演奏者は日本人を採用する方針がとられた。当時のアメリカではスウィング・ジャズがヒットしており、ジャズができる出演者が採用されたことで生活基盤ができ、日本においてジャズが浸透する下地ともなった。出演者の出演料は日本側の終戦連絡事務局、1949年6月からは特別調達庁より出ていた。各軍政部が日本側に要求を出した結果、日米間で問題になり特別調達庁が演奏家の格付審査を行った。楽器を演奏できる人間が少なかったため軍楽隊出身やクラシック奏者など様々な出自の者が集まった。著名人としては笠置シヅ子やジョージ川口などがいた。これらの音楽文化を題材とした作品としてこの世の外へ クラブ進駐軍などがある。
クラブで提供される酒類は欧米人が好むビールやウィスキーであったため需要が急増し、進駐軍向けの非課税酒を製造する大手メーカーは潤った。これに関連し笹の川酒造のような日本酒の酒造会社が需要を見越してウイスキー製造の免許を取得する動きもあった。
沖縄ではクラブから大量に発生した空き瓶を利用して琉球ガラスが生まれた。
戦後に行われた学校給食への食糧援助には、アメリカで余剰品となった小麦や脱脂粉乳が充てられ、戦後世代の庶民にパンを主食として食べる食習慣が浸透した。一方、昭和30年代までジャーナリズムや農学者を動員してコメ食を否定するキャンペーンが行われた。その背景には余剰穀物の受け入れ促進と、将来の食品市場の拡大を見越して日本人の食嗜好をより洋風的に変化させる意図があった。進駐軍の基地周辺ではステーキやハンバーガー、ホットドッグなど、アメリカの国民食が庶民にも伝わった。

## 年表
1945年（昭和20年）
- 7月26日：連合国が連名でポツダム宣言を発表。
- 8月14日：日本政府がポツダム宣言の受諾を通告。昭和天皇が終戦の詔書を出す。
- 8月15日：昭和天皇が国民に向けてポツダム宣言の受諾を発表する（玉音放送）。鈴木貫太郎内閣総辞職。
- 8月17日：東久邇宮稔彦王内閣成立。
- 8月28日：テンチアメリカ陸軍大佐以下150名が横浜に初上陸し、連合国軍本部を設置。
- 8月30日：マッカーサー厚木飛行場に降り立つ。横浜税関の建物を接収して太平洋陸軍総司令部（AFPAC）を設置。

降伏文書に調印

- 9月2日：日本政府が戦艦ミズーリで降伏文書調印。GHQ指令第一号（陸海軍解体、軍需生産の全面停止等）が出る。
- 9月8日：連合国軍、東京を占領する。以後、都内の建物600箇所以上を接収。
- 9月10日：「言論及ビ新聞ノ自由ニ関スル覚書」（SCAPIN-16）発令。連合国軍が検閲を始める。
- 9月15日：東京・日比谷の第一生命館を接収。
- 9月16日：連合国軍本部が横浜から第一生命館に移転。
- 9月17日：マッカーサー、東京の本部に入る。
- 9月18日：朝日新聞への二日間の発行停止を命令（SCAPIN-34）。
- 9月19日：言論統制のためのプレスコードが出される。
- 9月20日：連合国軍最高司令官の法的根拠を定めたポツダム緊急勅令が公布、同日から施行される。
- 9月22日：放送に対する検閲、ラジオコード（SCAPIN-43）を指令。
- 9月27日：昭和天皇、GHQ本部へ行幸。密談が行われる。
- 10月2日：連合国軍最高司令官総本部（GHQ／SCAP）設置。一般命令第4号により「民間情報教育局」が米太平洋陸軍総司令部（GHQ／USAFPAC）より移行[35]。
- 10月4日：自由の指令（「政治的、公民的及び宗教的自由に対する制限の除去の件（覚書）」、「政治警察廃止に関する覚書」）発令。
- 10月8日：事前検閲を朝日新聞、毎日新聞、讀賣報知、日本産業経済、東京新聞の在京五紙に対して開始。
- 10月9日：東久邇宮内閣総辞職し、幣原内閣が成立。
- 10月11日：女性の解放と参政権の授与、労働組合組織化の奨励と児童労働の廃止、学校教育の自由化、秘密警察制度と思想統制の廃止、経済の集中排除と経済制度の民主化を指示。
- 10月15日：治安維持法の廃止。国内の日本軍、武装解除を完了。
- 11月18日：皇族資産凍結の指令。
- 12月6日：近衛文麿や木戸幸一など民間人9人の逮捕を命令。
- 12月7日：いわゆる農地解放指令（農地の小作人への分配）。
- 12月8日：太平洋戰爭史を全国の新聞へ掲載させる。
- 12月9日：農地改革を指示。眞相はかうだの放送を開始。
- 12月15日：神道指令を指示（政教分離等）。
- 12月31日：「修身、日本歴史及ビ地理停止ニ関スル件」（覚書）（SCAPIN-519）を発令。修身、国史、地理の授業は中止、教科書は蒐集される。

1946年（昭和21年）
- 1月4日：軍人・戦犯・軍国主義者及び同傾向政治家などの公職追放を指示。
- 2月：イギリス連邦占領軍が本格的な日本進駐を開始。直ちに中国地方および四国地方の占領任務を、1945年9月より同地に進駐していたアメリカ軍から引き継いだ。
- 2月3日：マッカーサー、民政局長コートニー・ホイットニーに自作の憲法案のメモを渡し、憲法モデルを作成するよう命じる。
- 2月13日：ホイットニー局長、新憲法モデル文章を吉田茂らに見せる。
- 3月6日：日本政府、「憲法改正草案要綱」（戦争の放棄、象徴天皇、主権在民）を公表。

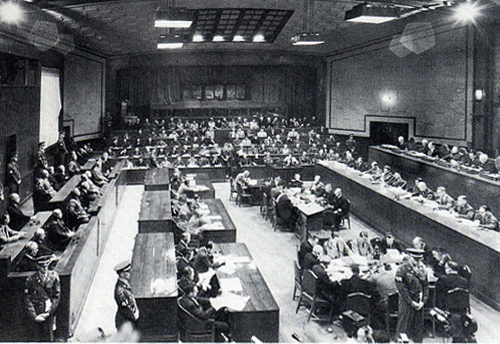
極東国際軍事裁判市ヶ谷法廷大法廷

- 5月3日：極東国際軍事裁判（東京裁判）開廷。
- 11月3日：日本国憲法公布。
- 12月18日：ワシントンの極東委員会、日本の労働運動16原則を決定（占領目的を阻害する労働運動の禁止）。

1947年（昭和22年）
- 1月31日：マッカーサー、二・一ゼネスト中止命令。伊井、NHKでスト中止を発表（後に占領政策違反で逮捕）。
- 5月：総司令部内に賠償局を設置。
- 5月：GHQ、日本政府に対し「帝国」の語の使用を禁じる。
- 5月3日：日本国憲法施行。
- 7月11日：マッカーサーの進言により、米国政府が連合国に対し、対日講和会議の開催を提案。
- 7月22日：ソ連が米国提案の対日講和会議に反対。

1948年（昭和23年）
- 6月30日：福井地震の被災地救援活動を発表。上空から支援物資の投下、救援列車の編成などが行われる[36]。
- 11月12日：東京裁判がA級戦犯25人に有罪判決。うち板垣征四郎、木村兵太郎、土肥原賢二、東條英機、広田弘毅、武藤章、松井石根に死刑判決。
- 11月30日：政令201を受け国家公務員法改正。公務員の団体行動権を否定（労働基本権#日本の公務員の労働基本権）。
- 12月8日：民政局次長チャールズ・ケーディス大佐が対日政策転換を阻止するため帰国（昭電事件の余波から逃れる為と噂される）。
- 12月18日：GHQ／SCAP、対日自立復興の9原則を発表（対日政策転換。逆コースの始まり）。
- 12月23日：東条英機ら旧指導者7人に死刑執行。

1949年（昭和24年）
- 3月1日：GHQ／SCAP経済顧問ジョゼフ・ドッジ、超均衡予算、補助金全廃、復興金融金庫の貸出禁止など、収支均衡予算の編成を指示（ドッジ・ライン）。
- 5月3日：帰国中のチャールズ・ケーディス大佐が民政局次長を辞任。
- 5月10日：浦和事件の判決の刑期は不当であるという旨のGHQの指摘により行われた国政調査権調査は越権行為であるとして最高裁判所が抗議を申入れ（参議院は裁判官会議によるの申入れが越権行為であると回答）。
- 9月15日：シャウプ税制使節団、税制の抜本的改編を発表。（詳細はシャウプ勧告を参照）
- 11月1日：米国務省、「対日講和条約について検討中」と声明。講和案に賠償・領土割譲が無いことが報道される。これ以降、国内では西側との「単独講和論」と東側を含めた「全面講和論」が対立（世論調査では全面講和が優位）。

1950年（昭和25年）
- 6月6日：マッカーサー、日本共産党中央委員24名を公職追放。
- 6月25日：朝鮮戦争勃発（- 1953年）。アメリカ合衆国軍とイギリス連邦占領軍が大韓民国を支援するため出動し、日本が前線基地となる。
- 7月8日：マッカーサー、吉田首相に警察力強化（警察予備隊7万5000名の創設と海上保安庁8,000名増員）を求める書簡を送る。
- 7月24日：GHQ／SCAP、日本共産党幹部逮捕と日本新聞協会代表に共産党員の追放を勧告（レッドパージ）。
- 8月10日：警察予備隊令を公布。総理府の機関として、警察予備隊が置かれる。
- 8月27日：第2次アメリカ教育使節団来日。
- 9月14日：米トルーマン大統領、対日講和と日米安全保障条約締結交渉の開始を指令。
- 11月24日：米国政府、「対日講和7原則」を発表。日本への請求権放棄と、日本防衛を日米共同で行う旨を明記。

1951年（昭和26年）
- 1月：マッカーサー、日本政府に再軍備の必要性を説く。
- 4月11日：マッカーサー、朝鮮戦争で中国東北部空爆を巡りトルーマン大統領と対立し更迭（英語版）される。
- 4月16日：マッカーサーとホイットニーら、アメリカへ帰国。マシュー・リッジウェイ中将が第二代最高司令官に就任（就任後に大将へ昇進）。
- 9月8日：サンフランシスコ講和会議で日本国との平和条約（サンフランシスコ条約）を調印（ソ連は未署名）。続いて日米安全保障条約に調印。

1952年（昭和27年）
- 2月28日：日米行政協定締結。
- 4月28日：日本国との平和条約が発効、日本の主権回復に伴い、GHQが解体され、SCAPが廃止される。だが実際には、占領軍のうちアメリカ軍部隊は条約第6条a項但し書き、及びこれを口実に締結された日本国とアメリカ合衆国との間の安全保障条約に基づき在日米軍に再編された。

## 逸話

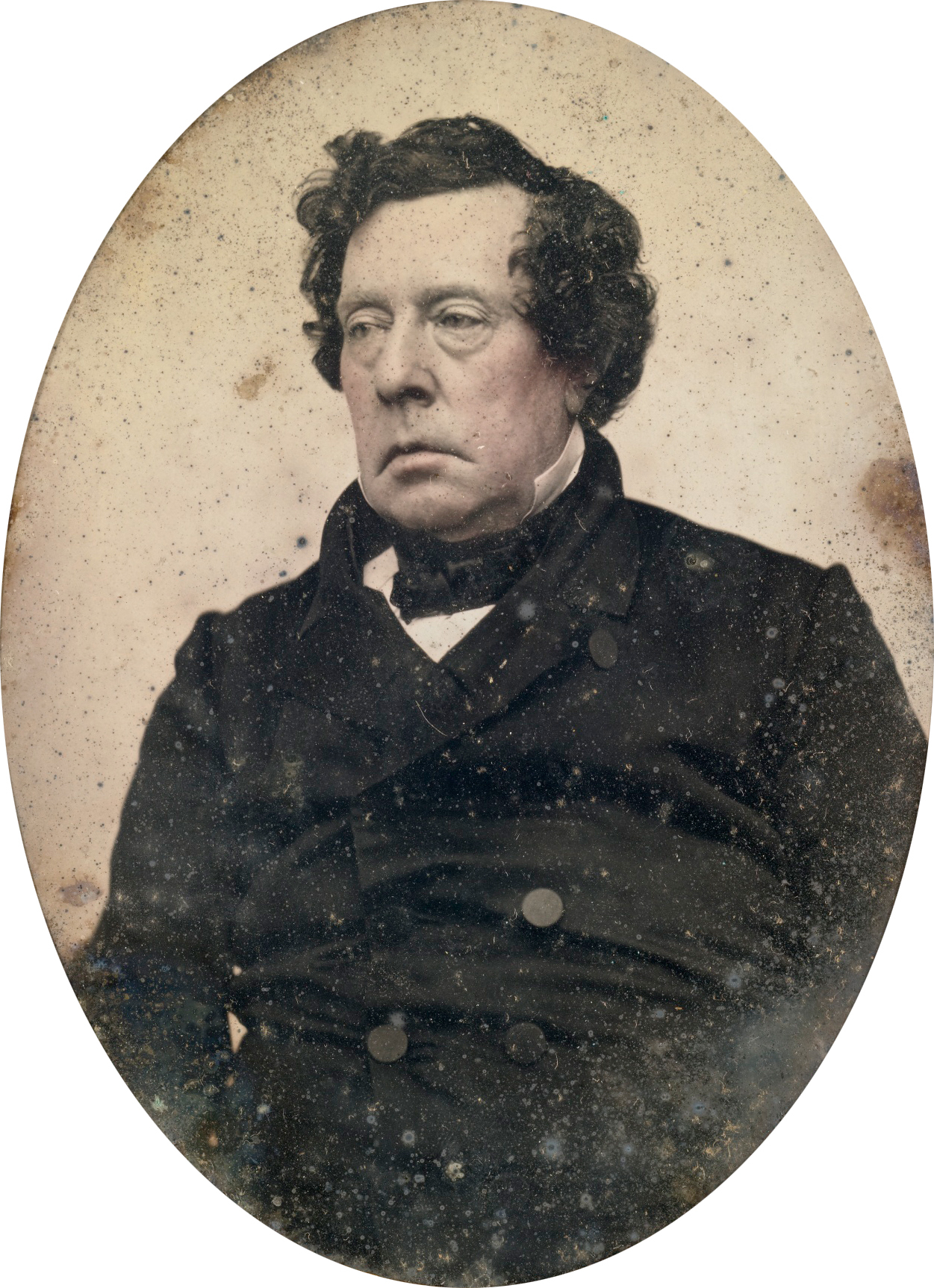
江戸時代（幕末）、日本を黒船来航で、江戸幕府を脅迫し、強制的に開国させたアメリカ海軍のマシュー・ペリー提督（1794年-1858年）

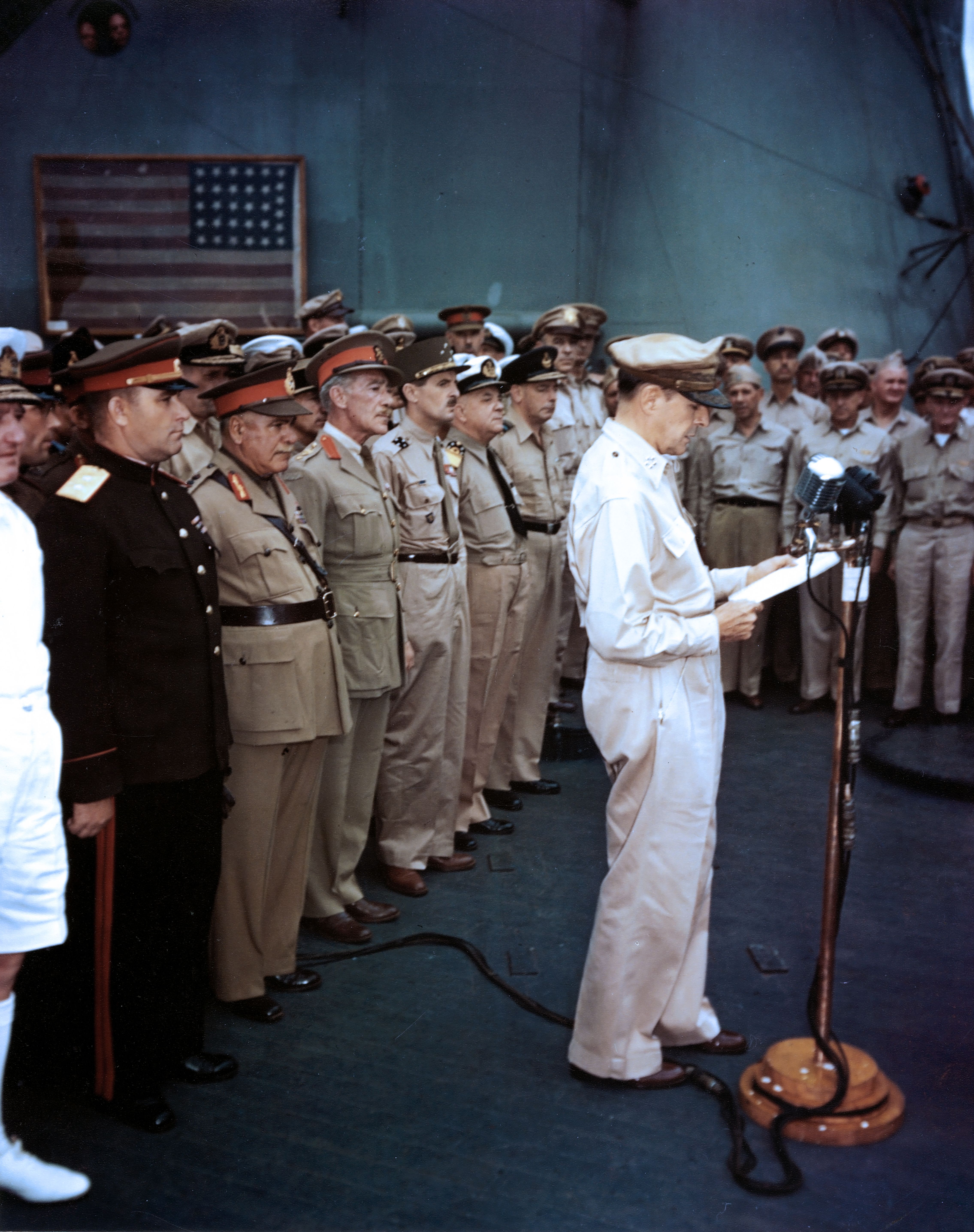
第二次世界大戦後、日本の降伏文書（日本の降伏）の際、左上の星条旗の星は31個あり、マシュー・ペリーが日本に開国を要求した当時の星条旗である。

アメリカ合衆国が主導して日本を占領する90年以上前、アメリカ軍が江戸時代（幕末）の黒船来航で、江戸幕府に対して、脅迫し、強制的に日本開国させたマシュー・ペリー提督の意識をしていた。
日本の降伏文書の際も、マッカーサーはペリー提督が4隻の軍艦を率いて日本にやってきたときに旗艦のポーハタンが停泊したのと緯度・経度がまったく同じ場所に停泊させたとされる。

また、日本降伏の調印を終えたマッカーサーは米国民向けに演説をおこなった。
この事からマッカーサーは、ペリー来航を一度目の日本占領だとし、1945年は二度目の占領だと認識し、ペリーのように再び日本をアメリカが強制的に開国させるという事を意識した。